# Olushandjadam
De Olushandjadam is een stuwmeer in het noordwesten van Namibië, vlak bij de grens met Angola. De Olushandjadam is ongeveer 30 km van Ruacana, waar de Caluequedam (op Angolese grond) in de Kunenerivier is.
Via een kanaal stroomt water uit de Caluequedam, langs de Olushandjadam, naar Ombalantu. Het water in de Olushandjadam vormt een back-up voor calamiteiten.
De Olushandjadam heeft een maximale capaciteit van 42,3 miljoen m³ en wordt gevoed door water uit de Caluequedam en de rivier de Etaka. Het stuwmeer werd tussen 1969 en 1990 gebouwd.